# Drepanephora reticulata
Drepanephora reticulata är en tvåvingeart som först beskrevs av Carl Ludwig Doleschall 1856.  Drepanephora reticulata ingår i släktet Drepanephora och familjen lövflugor. Inga underarter finns listade i Catalogue of Life.